# Имминк, Кеес Схаухамер
Корнелис Антони (Кеес) Схаухамер Имминк (Kornelis Antonie (Kees) Schouhamer Immink, род. 18 декабря 1946) — нидерландский учёный, инженер, предприниматель. Один из соавторов алгоритмов и средств кодирования информации для CD и DVD.. Обладатель более 1100 международных патентов и патентов США..
Имминк стал обладателем нескольких наград, среди них Медаль Эдисона за успехи в развитии технологии записи цифровой аудио-, видео- и другой информации, Технологическая награда Эмми, которая ему была присуждена Национальной Академией Артистов и Ученых Телевидения (NATAS). В 2000 году королева Нидерландов Беатрикс посвятила Имминка в рыцари.
В настоящее время учёный занимает должность президента компании Turing Machines, основанной в 1998 году. Помимо инженерных достижений, Имминк внёс вклад в развитие теории информации. Имминк написал более 120 статей и 4 книги, включая «Codes for Mass Data Storage Media». Кроме того, он был помощником профессора в Институте Экспериментальной Математики и Университете Дуйсбурга и Эссена начиная с 1994, а также читает лекции в Национальном Университете Сингапура с 1997 года.

## Образование
Имминк получил степень бакалавра в Роттердамской Академии Искусств и Инженерных Технологий в 1967 году, степень магистра в электронной инженерии с отличием в 1974 году и степень доктора философии в 1985 году в Эйнтховинском Университете Технологий за диссертацию под названием «Свойства и структура кодов двоичных каналов».

## Работа в исследовательской лаборатории Philips
Только что выпустившись из инженерной академии в 1967 году, он был принят в Исследовательскую Лабораторию Philips в Эйнтховене, где провел 30 лет в плодотворной работе. Вплоть до 1972 года её руководителем был знаменитый физик Казимир Хендрик. Имминк работал в разных группах. В 1974 году он был принят в исследовательскую группу «Оптика», работа которой завершилась созданием лазерного диска. Общими усилиями MCA и Philips «протолкнули» лазерные диски в магазины. Впервые диски стали доступны в Атланте в 1978 году, через два года после VHS и за четыре до CD. Лазерный диск не получил широкого распространения на рынке. Работа над лазерным диском была признана Philips и MCA неудовлетворительной и свёрнута в 1981 году.

## Компактный оптический диск
В 1976 году Philips и Sony продемонстрировали прототипы цифровых дисковых аудиоплееров, которые были основаны на технологии оптических лазерных видеодисков. В 1979 году Philips и Sony решили объединить усилия, и Имминк получил место в объединенной группе специалистов, которая занималась разработкой стандарта компакт-дисков «Red Book», где и внес свой вклад в развитие схем кодирования EFM и CIRC.
В статье «Шэннон, Бетховен и Компакт-диск», Имминк представил исторический обзор событий, а также ключевые решения приведшие к началу эры CD. Он решительно отвергает байку о том, что увеличение размера диска со 115 до 120 мм было осуществлено, чтобы вместить 74-минутную девятую симфонию Бетховена с дирижером Вильгельмом Фуртвенглером.
После того, как стандарт был принят в 1980 году, Имминк с коллегами руководил работой над новаторскими экспериментами с магнито-оптической записью на диски с предварительно размеченными дорожками. Они также обнаружили простой метод совместить аналоговый стандарт аналогового видеодиска с цифровым звуком. Новые устройства поставлялись в магазины под названием MiniDisc и CD Video. Лазерные диски, созданные после 1984 года, имели цифровую звуковую дорожку.

## DVD
В 1993 году инженеры Toshiba создали устройство чтения дисков повышенной ёмкости, получивших название Super-Density Disc, преемника Компакт-диска. Имминк был членом объединенной Philips и Sony группы ученых, разрабатывающих конкурирующий формат дисков под названием MultMedia CD, которая разработала EFMPlus, более эффективного наследника EFM, используемого в CD. Индустрия электроники ждала повторения борьбы форматов, сравнимой с борьбой VHS и Betamax в 1980-х. Президент IBM, Лю Герстнер (Lou Gerstner), призывал принять схему кодирования EFMPlus, так как её предшественница, EFM была проверена временем. В сентябре 1995 года, по взаимному согласию между руководителями Philips и Sony уступили в пользу Super-Density Disk, а Toshiba взяла за основу схему кодирования EFMPlus. Формат DVD был окружен такими форматами как Super Audio CD и DVD-аудио, разработанными независимо Sony и Toshiba, которые были несовместимы между собой и служили для хранения аудио очень высокого качества. Между этими двумя форматами разыгралась война форматов, но ни один из них не смог полностью заменить обычные аудио-CD.

## Компания Turing Machines
В 1998 году, после тридцати лет работы, Имминк покинул лабораторию Philips и основал компанию Turing Machines, где в настоящее время занимает должность президента.

## Работа в различных технических организациях
Имминк занимал многие должности в технических сообществах, правительственных и научных организациях, включая Audio Engineering Society, IEEE, Society Motion Picture and Television Engineers, а также в нескольких институтах. Имминк является членом правления Shannon Foundation и был начальником IEEE Consumer Electronics and Information Theory Societies. Кроме того, он находился в совет директоров Audio Engineering Society в течение десяти лет и сам был её президентом с 2002 по 2003 год.